# Femme Fatale (албум на Бритни Спиърс)
Femme Fatale е седмият студиен албум на американската певица Бритни Спиърс. Излиза на 25 март 2011. Албумът печели позитивни отзиви от критиката. Femme Fatale дебютира под номер едно в Билборд 200, заема челни позиции в Канада, Великобритания, Бразилия, Русия и много други държави.
Първият сингъл от албума, „Hold It Against Me“, става хит, заема челни места в десет страни, също и в Билборд Хот 100 в САЩ. Вторият сингъл, „Till the World Ends“, дебютира под номер три в Америка и влиза в топ десет в други държави по света. Следващите сингли са „I Wanna Go“ и „Criminal“.
Спиърс промотира албума със серия от концерти на живо, част от нейното световно турне от две години насам „Femme Fatale Tour“.

## Списък на песни

### Оригинален траклист
1. Till the World Ends – 3:58
2. Hold It Against Me – 3:49
3. Inside Out – 3:38
4. I Wanna Go – 3:30
5. How I Roll – 3:36
6. (Drop Dead) Beautiful (със Саби) – 3:36
7. Seal It with a Kiss – 3:26
8. Big Fat Bass (с Уил Ай Ем) – 4:44
9. Trouble for Me – 3:19
10. Trip to Your Heart – 3:33
11. Gasoline – 3:08
12. Criminal – 3:45

### Делукс издание
1. Up N' Down – 3:42
2. He About to Lose Me – 3:48
3. Selfish – 3:43
4. Don't Keep Me Waiting – 3:21

### Японско делукс издание
1. Scary – 3:38

## Сингли
- Hold It Against Me
- Till the World Ends
- I Wanna Go
- Criminal